# Psophocarpus indicus
Psophocarpus indicus är en ärtväxtart som beskrevs av Carl Ludwig von Willdenow. Psophocarpus indicus ingår i släktet Psophocarpus och familjen ärtväxter. Inga underarter finns listade i Catalogue of Life.